# Palio del Somaro

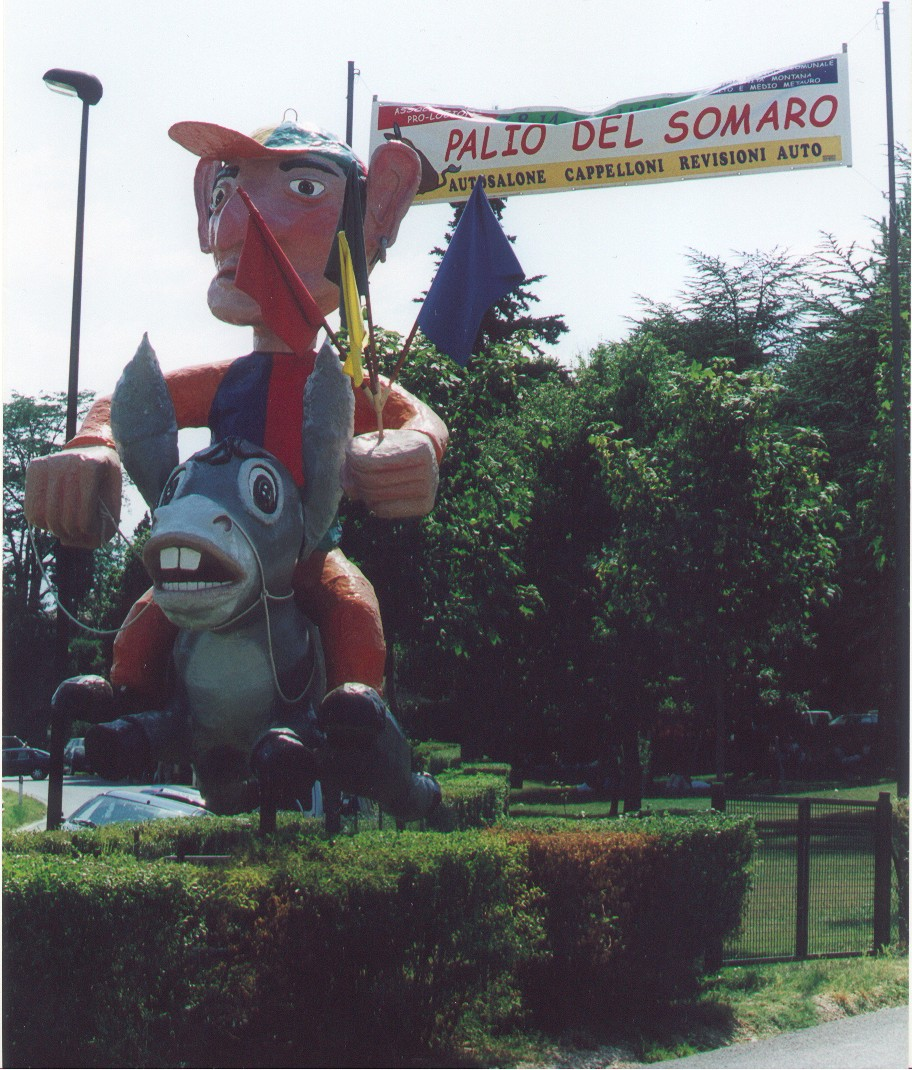
Palio del Somaro

Le Palio del Somaro (Palio de l’âne) est un tournoi du folklore populaire qui a lieu dans la ville de  Mercatello sul Metauro, province de Pesaro et Urbino dans les Marches en Italie.
Le Palio est un véritable concours entre les 4 quartiers (contrade) qui composent la ville et il se dispute dans les rues de la vieille ville pendant le mois de juillet.

## Les origines
Les origines de cette manifestation sont à rechercher dans le dicton : "mercatellesi mangia somari" (mercatellais mangeurs d’ânes).
Dans cette petite ville, au début du XVIIe siècle l’élevage des ânes était florissant. La population qui en majorité était composée de bûcherons, utilisait ces animaux pour le transport du bois, mais aussi pour le portage des personnes qui devaient se rendre en Toscane et Ombrie en franchissant l’apennin.
Une autre utilisation essentielle de l’âne était liée au transport du sel: Depuis la côte de la Mer Tyrrhénienne où était récupéré le sel, des commerçants ambulants empruntaient les longs et sinueux sentiers ("vie del sale" ou chemins du sel) de l’appenin afin d’approvisionner la région.
Naturellement, les ânes au terme de leur existence ou à la suite d'accidents de travail, finissaient par être mangés par les habitants de Mercatello, d’où le sobriquet « mercatellesi mangia somari ».
Depuis 1998, les ânes sont remis à l’honneur par la création du «Palio dei somari».

## Le Palio
L’événement met à contribution la totalité de la population qui organise et participe aux courses de sacs, aux épreuves gastronomiques, aux course de « birucini » (petites voitures avec des roues en bois et à pédales),à l’arbre de cocagne,à la coupe du tronc et enfin la course de l’âne.
Les participants au palio sont les 4 quartiers (contrade): La Baroccia (Couleur:vert), La Colombara (Couleur:bleu azur), La Pieve (Couleur: jaune or) et San Martino(Couleur:rouge). Chacune est représentée par un cavalier portant la casaque avec l'écusson et la couleur du quartier.
La journée du Palio débute par la Sainte Messe et la bénédiction des ânes. Ensuite se forment les cortèges avec défilé des bandes (lanceurs d'étendards) , musiciens, animations et jeux.
Le règlement de l’épreuve est rigide et très encadré: Le parcours se déroule à l’intérieur du centre ancien, il est de trois tours et sa longueur totale est de 2 km. Le gagnant est l’âne qui franchit le premier la ligne d’arrivée (avec ou sans cavalier).
Le palio (drapeau) est remis à la "contrada" gagnante qui le gardera jusqu'à l'année suivante
où il sera de nouveau remis en jeu..

## litiges
Les éventuelles réclamations doivent être formulées uniquement par écrit par les Prieurs des quartiers auprès du "Grand Maître de cérémonie" qui est le seul habilité à trancher. Ses réponses seront aussi faites par écrit et sous deux jours. Les correspondances seront affichées sur le tableau d'affichage du palio. Les décisions du "Gran Cerimoniere" sont sans appel.

## Organisation
Le  Palio est organisé par l’association locale « Pro Loco »,sponsorisée par la commune, aidée par les quartiers ainsi que par de nombreux volontaires.
Il se déroule annuellement au mois de juillet (les fêtes se déroulent au centre historique de Mercatello). 

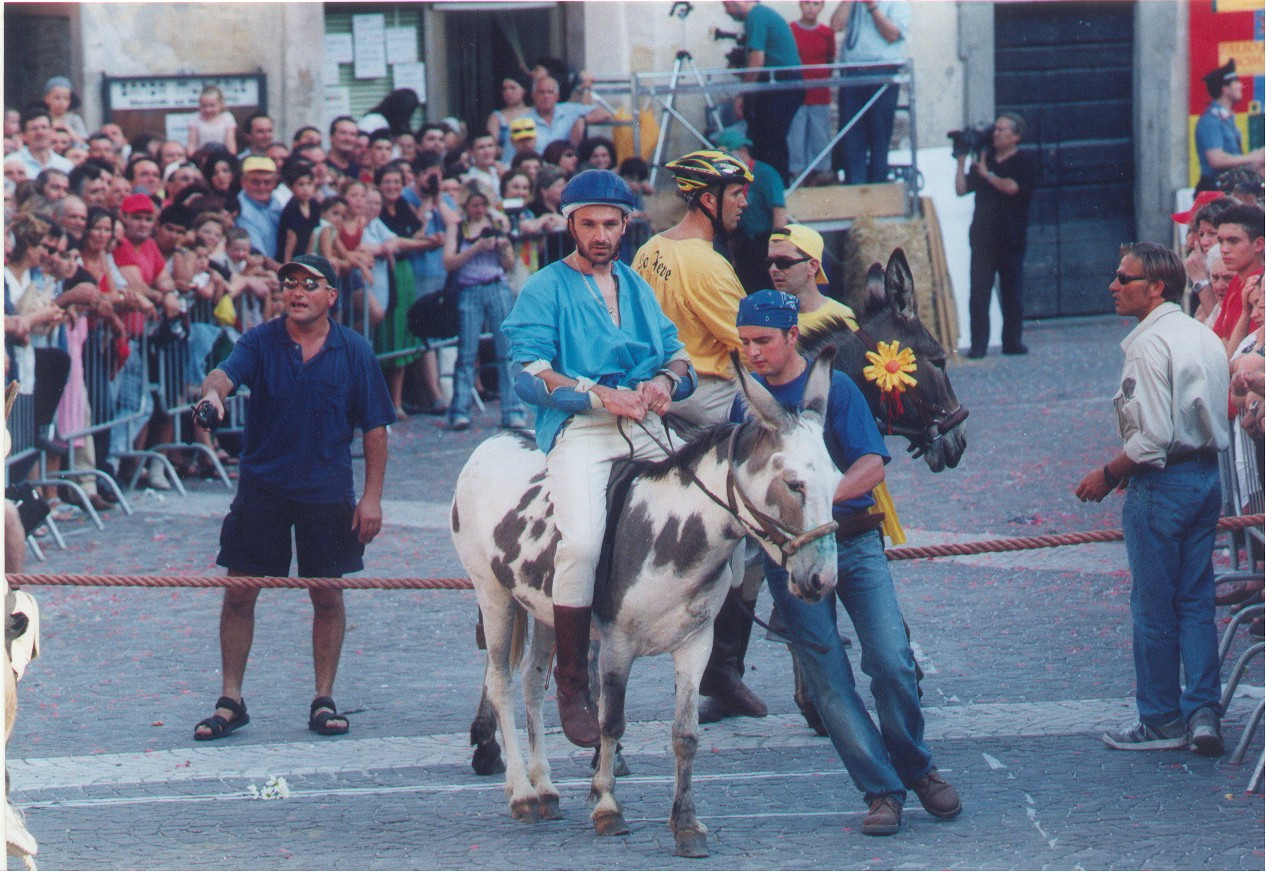
Palio del somaro, départ
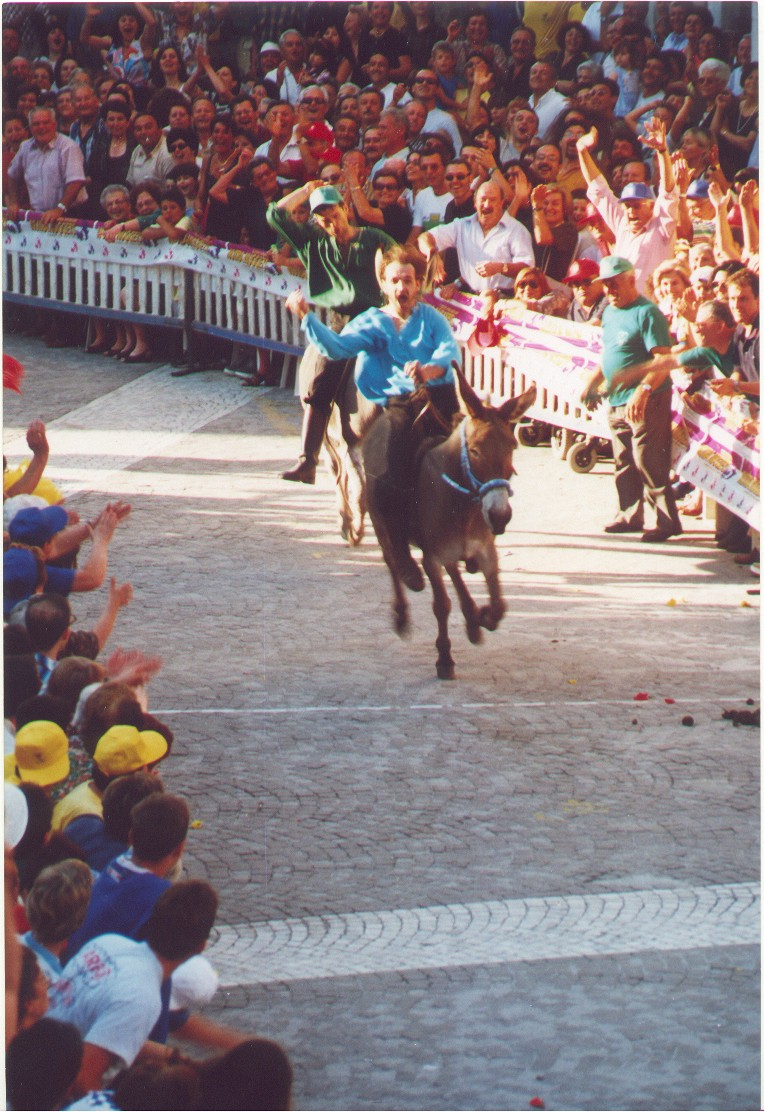
Palio del somaro, la course

## Source
- Journal télématique de Pesaro: 22 juillet 2006